# Nové Město nad Metují (hradiště)
Nové Město nad Metují je pravěké hradiště v místech zvaných Bradla na levém břehu Metuje u stejnojmenného města v okrese Náchod v Královéhradeckém kraji. Bylo osídleno v pozdní době bronzové a jeho pozůstatky jsou chráněny jako kulturní památka.

## Historie
Hradiště je známo od roku 1875, ale neproběhl na něm žádný archeologický výzkum, který by umožnil datovat dobu výstavby opevnění. Jediný malý výzkum vedl v roce 1981 Vít Vokolek, který nalezl keramické střepy datované do pozdní doby bronzové (období slezskoplatěnické kultury). Podle Památkového katalogu byly střepy datovány do období stejné kultury, ale do doby halštatské. Předpokládá se, že hradiště zaniklo mohutným požárem. Místo bylo později osídleno v době laténské.

## Stavební podoba
Hradiště mělo oválný půdorys s rozměry asi 300 × 75 metrů a rozlohu okolo 1,8 hektarů. Vybudováno bylo na ostrožně (součást Podorlické pahorkatiny) sevřené údolími Metuje a Libchyňského potoka. Strmé svahy poskytovaly dostatečnou ochranu na severu, západě a na jihu. Na východě bylo postaveno opevnění, které se dochovalo v podobě příkopu a valu. Příkop je asi šest metrů široký a jeho hloubka dosahuje asi 0,7 metru. Val je asi třicet metrů dlouhý. Jeho vrchol převyšuje terén na vnější straně až o šest metrů, zatímco na vnitřní straně je převýšení pouze okolo 1,5 metru. Původní hradba se pravděpodobně skládala z opukové zdi a valu zpevněného dřevěnou konstrukcí.